# Stictoptera flavobasalis
Stictoptera flavobasalis är en fjärilsart som beskrevs av Saalmüller 1880. Stictoptera flavobasalis ingår i släktet Stictoptera och familjen nattflyn. Inga underarter finns listade i Catalogue of Life.